# Little Limber
Little Limber – przysiółek w Anglii, w Lincolnshire. Little Limber jest wspomniana w Domesday Book (1086) jako Linbergham.